# Aedes sherki
Aedes sherki är en tvåvingeart som beskrevs av Knight 1947. Aedes sherki ingår i släktet Aedes och familjen stickmyggor.
Artens utbredningsområde är Filippinerna. Inga underarter finns listade i Catalogue of Life.